# Wadachi Kiyoo
Wadachi Kiyoo (japanisch 和達 清夫, Transkription nach JSL: Wadati Kiyoo; * 8. September 1902 in Nagoya; † 5. Januar 1995 in Tokio) war ein japanischer Seismologe.

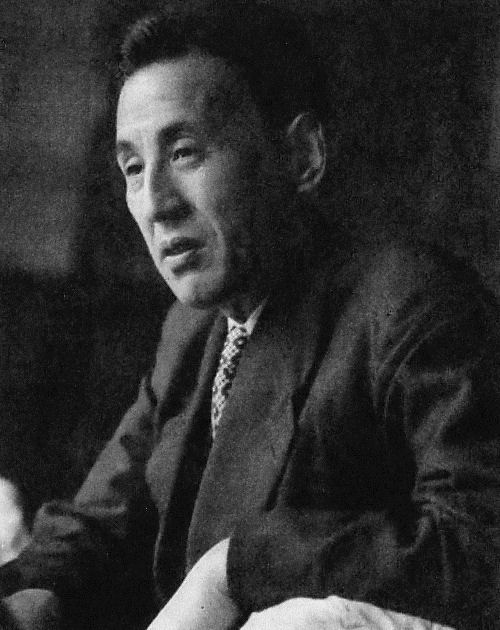
Wadachi Kiyoo

## Leben
Sein Großvater Takayoshi war Präsident der heutigen 77 Bank, einer Regionalbank in der Region Tōhoku, und Bürgermeister von Sendai. Sein Vater starb 1922. 1925 erwarb er seinen Abschluss am Institute of Physics (Institut für Physik) an der Kaiserlichen Universität Tokio.
An der Japan Meteorological Agency untersuchte er tiefe Erdbeben in Subduktionszonen (Tiefenbeben längs einer Scherzone, die bis 700 km Tiefe reicht). Er verglich das Erdbeben vom 23. Mai 1925 mit dem vom 15. Januar 1927.
Seine Veröffentlichung von 1931 inspirierte Charles Francis Richter vier Jahre später zur Richterskala.
Ende der 1930er-Jahre wurde er Direktor des Osaka District Meteorological Observatory.
1942 entwickelte er mit Hirono Takuzō eine Theorie zur Bodensenkungen durch Konsolidierung von Tonstein.
1947 wurde er Direktor des Central Meteorological Observatory (engl. für Chūō Kishōdai) und 1956–1963 Generaldirektor der Japan Meteorological Agency (Kishōchō-chōkan, „Leiter der meteorologischen Behörde“). 1960–1962 war er Präsident des Japan Science Council (Nihon Gakujutusu Kaigi), 1966–1972 Präsident der Saitama University (Universität Saitama) und 1974–1980 der Japan Academy (Nippon Gakushiin).
1971 wurde Wadachi als Person mit besonderen kulturellen Verdiensten geehrt, 1985 wurde er mit dem Kulturorden ausgezeichnet.
Nach ihm sind die Wadati-Benioff-Zone und das Wadati-Diagramm benannt.
Sein Sohn Miki ist Physiker und Professor an der Universität Tokio.

## Veröffentlichungen
- On the Mohorovicic Wave Observed in Japan; Geophysical Magazine 1 (1927): 87–96
- Shallow and Deep Earthquakes; Geophysical Magazine 1 (1928): 162–202
- mit Masuda Kunimo: On the Travel Time of Earthquake Waves (Part VI); Geophysical Magazine 8 (1934): 187–194
- On the Activity of Deep-Focus Earthquakes in the Japan Islands and Neighbourhoods; Geophysical Magazine 8 (1935): 305–325
- mit Hirono Takuzo: On Ground Subsidence in West Osaka (Third Report) (auf Japanisch). Report of the Institute of Disaster Science 6 (1942): 1–33
- Three kinds of earthquakes observed in Japan; 1930
- S. Oki: On the travel time of earthquake waves; III. Geophys. Mag. 7, 113–137 (1933)
- Weather and the Japanese; In: Japan quarterly: Band 2, Ausgabe 4; 1955